# Monte Wutai
O Monte Wutai (chinês : 五台山 ; hanyu pinyin : wǔtáishān ; literalmente « monte dos cinco terraços») ou Wutai Shan é um dos quatro montes budistas da China. Seu ponto mais alto é o Pico Yedou, com 3058 metros. Localizado na província de Xanxim, a poucos quilômetros de uma das Cinco Montanhas Sagradas da China: o Bei Heng Shan.

## UNESCO
A UNESCO inscreveu o Monte Wutai como Patrimônio Mundial por "abrigar um enorme complexo do Templo Shuxiang, da Dinastia Ming com 500 estátuas representando histórias budistas com uma arquitetura que ajudou a desenvolver e influenciou as construções de palácios na China por mais de um milênio"